# Джойс, Паттабхи
Шри Кришна Паттабхи Джойс (канн. ಶ್ರೀ ಕೃಷ್ಣ ಪಟ್ಟಾಭಿ ಜೋಯೀಸರು; 26 июля 1915 — 18 мая 2009) — мастер йоги, основатель школы аштанга-виньяса-йога. В 1948 году основал Институт исследования аштанга-йоги в Майсуре на юге штата Карнатака в Индии (в 2019 году переименован внуком Джойса, Шаратом, в Йога-центр Шарата). Учителем Паттабхи Джойса был известный йогин Шри Кришнамачарья, у которого Джойс учился более 20 лет. Наряду с Б. К. С. Айенгаром, который также учился у Кришнамачарьи в Майсуре, Джойс входит в список индусов, внесших решающий вклад в становление и распространение глобальной физической йоги в 20-м веке.
Преемником П. Джойса является его внук Р. Шарат Джойс (род. 1971), который помогал ему вести семинары и является директором основанной Джойсом Йога-шалы (школы йоги) и Института исследования аштанга-йоги (Йога-центр Шарата с 2019 года).
Джойс совершал сексуальные злоупотребления в отношении некоторых своих учеников, неподобающим образом прикасаясь к ним под видом правок в асанах. Шарат Джойс принес публичные извинения за «неподобающие правки» своего деда.

## Биография

### Ранние годы
Кришна Паттабхи Джойс родился 26 июля 1915 года накануне празднования Гуру-пурнима в деревне Коушика вблизи города Хасан в штате Карнатака на юге Индии. Его отец был астрологом, священником и землевладельцем. Его мать занималась домом и своими девятью детьми. У Паттабхи Джойса было пятеро сестер и трое братьев, он был пятым ребёнком в семье. В соответствии с традициями брахманов Джойс с пяти лет изучал санскрит и ритуалы под руководством отца. Он один в своей семье решил изучать йогу.

### Образование
В октябре-ноябре 1927 года в возрасте 12 лет Джойс попал на лекцию и демонстрацию, которую Т. Кришнамачарья проводил в зале среднеобразовательной школы Хасана. Джойс стал учеником Кришнамачарьи на следующий день и следующие два года ежедневно занимался с ним в Коушике в тайне от семьи.
В 1930 году Джойс убежал из дома с двумя рупиями в кармане, чтобы изучать санскрит в Майсуре. В это же время Кришнамачарья покинул Хасан и спустя два года приехал в Майсур, где снова встретился с Джойсом. В 1931 году Кришнараджа Водеяр IV, махараджа Майсура, пригласил Кришнамачарью преподавать в Колледже санскрита в Майсуре, а в 1933 году выделил ему крыло дворца Джаганмохана для преподавания «классов йогасаны и сурья намаскар». Джойс часто сопровождал Кришнамачарью на демонстрациях, иногда ассистировал в классах и вел занятия в отсутствие Кришнамачарьи.
В общей сложности Джойс обучался у Кришнамачарьи 23 года: в Коушике с 1927 по 1929 и в Майсуре с 1932 по 1953 годы. Он изучил классические тексты по йоге, включая Йога-сутры Патанджали, Хатха-йога-прадипику, Йога-йаджнавалкью и Упанишады.
История гласит, что в 1924 году Кришнамачарья изучал древний текст Йога-курунта, описанный им впоследствии как сильно поврежденный и с недостающими частями. Согласно рассказам самого Кришнамачарьи, этому тексту его обучил Рама Мохан Брахмачари во время семилетнего пребывания Кришнамачарьи в Тибете. Этот текст описывал всю систему практик, включая пранаямы, бандхи (энергетические замки), дришти (области для фокусировки взгляда), асаны (позы) и виньясы (связующие движения), и определил весь метод, которому в дальнейшем обучал сам Джойс. Джойс позднее утверждал, что сам не видел этот текст; невозможно подтвердить или опровергнуть подлинность этого текста, поскольку ни один ученый не видел его.
Комплекс сурья-намаскара, приветствие Солнцу, важная составляющая практики аштанга-йоги, отсутствовал в ранних учениях Кришнамачарьи. Однако комплекс сурья-намаскара уже существовал и Кришнамачарья знал о нём в начале 1930-х годов, но классы сурья-намаскары проходили в дворце Джаганмохана отдельно от классов йоги.

### Карьера
Махараджа Майсура, посещавший классы Кришнамачарьи, в которых ассистировал Джойс, предложил ассистенту работу в Колледже санскрита с окладом, стипендией на обучение, проживанием и питанием. Джойс преподавал йогу в Колледже санскрита с 1937 по 1973 год, получил степень видвана (профессора) в 1956 году, а с 1976 по 1978 был почетным профессором йоги в Государственном колледже индийской медицины.
В 1948 году Джойс основал Институт исследования аштанга-йоги у себя дома в Лакшмипурам. В 1964 году он пристроил к своему дому помещение под йога-зал. Тогда же Джойса посетил бельгиец Андрэ Ван Лисбет, который обучался у Джойса на протяжении двух месяцев, изучая первую и вторую серии аштанга-виньяса-йоги. Вскоре он написан книгу J’apprends le Yoga (1967 г., русский перевод названия: Самостоятельное обучение йоге), которая привлекла внимание европейцев к Джойсу. Первые ученики-американцы появились после демонстрации, проведенной Манджу, сыном Джойса, в ашраме Свами Гитананды в Пондичерри. В 2002 году, чтобы вместить растущее число учеников, Джойс открыл новую школу в Гокулам, другом районе Майсура. После переезда в Гокулам он продолжал преподавать в Институте исследования аштанга-йоги вместе с дочерью Сарасвати Рангасвами (род. 1941) и внуком Шаратом до 2007 года, когда тяжелая болезнь заставила его отойти от преподавания. В 1962 году Джойс опубликовал книгу «Йога мала» на каннада, а в 1999 году она была издана на русском (в переводе с английского).
Первая поездка Джойса на Запад состоялась в 1974 году, когда он отправился на международную конференцию по йоге в Южную Америку, чтобы прочитать лекцию о йоге на санскрите. В 1975 году он провел четыре месяца в Энсинитас в Калифорнии, положив начало развитию аштанга-виньяса-йоги в США. В последующие 20 лет он неоднократно возвращался в США для проведения семинаров по всей стране.
Считается, что в основе аштанга-йоги Джойса лежит парампара — передача учения от учителя ученику. Чтобы стать авторизованным «продолжателем традиции», учитель должен заниматься ежедневно на протяжении многих лет и совершать длительные поездки в Майсор. Джойс много лет учился у Кришнамачарьи и ожидал того же от своих учеников. Требования к учителям аштанга-йоги были в ряду самых жестких в мире йоги.

### Семья
В июне 1933 года в возрасте 18 лет Джойс женился на Савитрамме. У них было трое детей: Сарасвати, Манджу и Рамеш.
В 1948 году при поддержке своих учеников Джойс купил дом в Лакшмипурам, районе Майсура. Как рассказал Тим Миллер, Джойсу было немногим больше шестидесяти лет, когда совершил самоубийство его сын Рамеш. После этого Джойс перестал практиковать асаны.

## Переоценка личности Паттабхи Джойса

### Травмоопасные правки
Некролог в журнале The Economist поставил под вопрос верность Джойса принципу ахимсы (ненасилия): «Многие его ученики постоянно ковыляли с поврежденными коленями и спинами, получив его правки, жестко доводящие лотус, шпагаты и прогибы». Его правки описаны как «через край, внушающие страх и создающие крайний дискомфорт у учеников, которых силком толкают за пределы их зон физического и психологического комфорта в сложных и часто опасных асанах».

### Сексуальные злоупотребления
Некролог в журнале The Economist поставил под вопрос верность Джойса принципу брахмачарьи (полового воздержания), обвинив его в том, что некоторые ученики получали «особые правки». Новые доказательства всплыли в журналах Elephant Journal и YogaDork в 2009 году. В 2010 широкая общественность узнала о фактах систематического сексуального насилия, совершённого Джойсом в отношении некоторых учеников (женщин и мужчин) как в Майсоре, так и в поездках. Иногда это было неприкрытые злоупотребления, иногда они допускались под видом «правок», иногда под видом «приветствия» и «прощания» с учениками. Точное число жертв неизвестно, но многие женщины и мужчины описали свой опыт, где они оказались жертвами сексуальных злоупотреблений Джойса, собрано множество фото- и видеодоказательств. Некоторые известные учителя аштанга-йоги выступили с подтверждениями обвинений.
В июле 2019 года Шарат Джойс опубликовал пост в своем Инстаграме, в котором выразил сожаления о поведении своего деда и его старших учеников, принес извинения жертвам и призвал простить Паттабхи Джойса. «Вспоминая, как дед обучал меня асанам, я испытываю острую боль от того, что был свидетелем его неподобающих правок», — Шарат Джойс.